# Condado de Northampton (Pensilvania)
El condado de Northampton (en inglés: Northampton County), fundado en 1752, es uno de 67 condados del estado estadounidense de Pensilvania. En el censo del año 2000, el condado tenía una población de 267,066 habitantes y una densidad poblacional de 276 personas por km². La sede del condado es Easton.

## Geografía
Según la Oficina del Censo, el condado tiene un área total de 976 km² (376,8 mi²), de la cual 969 km² (374,1 mi²) es tierra y 10 km² (3,9 mi²) (0.94%) es agua.

### Condados adyacentes
- Condado de Monroe (norte)
- Condado de Warren (Nueva Jersey) (este)
- Condado de Bucks (sur)
- Condado de Lehigh (este)
- Condado de Carbon (noroeste)

## Demografía
Según el censo de 2000, había 267,066 personas, 101,541 hogares y 71,078 familias residiendo en la localidad. La densidad de población era de 276 hab./km². Había 106,710 viviendas con una densidad media de 110 viviendas/km². El 91.23% de los habitantes eran blancos, el 2.77% afroamericanos, el 0.15% amerindios, el 1.37% asiáticos, el 0.03% isleños del Pacífico, el 3.06% de otras razas y el 1.39% pertenecía a dos o más razas. El 6.69% de la población eran hispanos o latinos de cualquier raza.

## Localidades
Bethlehem‡ |
Easton 

### Boroughs
Bangor |
Bath |
Chapman |
East Bangor |
Freemansburg |
Glendon |
Hellertown |
Nazareth |
North Catasauqua |
Northampton |
Pen Argyl |
Portland |
Roseto |
Stockertown |
Tatamy |
Walnutport |
West Easton |
Wilson |
Wind Gap 

### Municipios
Allen |
Bethlehem |
Bushkill |
East Allen |
Forks |
Hanover |
Lehigh |
Lower Mount Bethel |
Lower Nazareth |
Lower Saucon |
Moore |
Palmer |
Plainfield |
Upper Mount Bethel |
Upper Nazareth |
Washington |
Williams 

### Lugares designados por el censo
Ackermanville |
Belfast |
Eastlawn Gardens |
Middletown |
Old Orchard |
Palmer Heights |
Raubsville

### Áreas no incorporadas
Cherryville |
Hollo |
Martins Creek |
Slateford 